# Campeonato Baiano 1926
In 1926 werd het 22ste Campeonato Baiano gespeeld voor voetbalclubs uit de Braziliaanse staat Bahia. De competitie werd gespeeld van 7 maart 1926 tot 6 januari 1927 werd georganiseerd door de FBF. Botafogo werd kampioen. 

## Eindstand
| Plaats | Club                   | Wed. | W | G | V  | Saldo | Ptn. |
| ------ | ---------------------- | ---- | - | - | -- | ----- | ---- |
| 1.     | Botafogo               | 12   | 9 | 1 | 2  | 39:14 | 19   |
| 2.     | Ypiranga               | 12   | 9 | 1 | 2  | 19:12 | 19   |
| 3.     | Vitória                | 12   | 6 | 1 | 5  | 37:26 | 13   |
| 4.     | Bahiano de Tênis       | 12   | 6 | 1 | 5  | 31:26 | 13   |
| 5.     | AAB                    | 12   | 5 | 1 | 6  | 27:29 | 11   |
| 6.     | Fluminense de Salvador | 12   | 4 | 0 | 8  | 21:38 | 8    |
| 7.     | Yankee                 | 12   | 0 | 1 | 11 | 6:41  | 1    |

|  | Finale om de titel |

## Finale
|          | Uitslag |          |
| -------- | ------- | -------- |
| Botafogo | 7-2     | Ypiranga |

## Kampioen
| Campeonato Baiano de 1926 |
| ------------------------- |
| BOTAFOGO 4º Titel         |